# ケロット (パチスロ)
『ケロット』 (KELOT) は、2009年1月に山佐から発売されたパチスロ（5号機）。2006年の山佐40周年記念イベントでの投票により「ケロット」と名付けられた山佐おなじみのカエルのキャラクターが主人公のスロットである。ケロットの声はさとう実琴が担当している。機種名に「パルサー」とは付いていないものの、パルサーシリーズの正統機種で、パネルにも「pulsar」と表記してある。

## 概要
- ボーナスは最大335枚獲得できるビッグボーナスと104枚獲得できるレギュラーボーナスの2種類。
- ARTやRTは搭載しておらず、天井もない純粋なボーナスだけで出玉を増やすゲーム性である（演出用RTは搭載）。
- 6段階設定で設定6の機械割は約110%。設定1でもボーナスの合算確率は約176分の1と高い。
- 全ての小役にボーナスとの重複成立の可能性がある。その中でも斜め揃いのオレンジと中段チェリーとの重複確率が高い。なお、オレンジ成立時は数ゲームの演出用RTに突入し、期待感を煽る。
- 山佐伝統のリーチ目も充実している。
- リール上部に液晶画面を搭載しており、色々な演出で楽しませてくれる。ケロットの恋人「ケロルン」を発見できればボーナス確定である。
- フリーズ演出も搭載されており、その際はビッグボーナスが確定する。
- ビッグボーナス中は1度14枚役を揃え、あとは逆押しなどで15枚ずつ取っていけば最大335枚獲得できる。

## スウィートver.
パチスロ「ケロット」〜スウィートver.〜は、2010年9月に山佐から発売された、「ケロット」のスペック違い機である。演出やリール制御、リーチ目等は変更されていない。以下「ケロット」との相違点を記す。
- ボーナス合算確率が全設定共通99.9分の1と当たりやすいスペック。
- 基本的に高設定ほどBIGボーナスの割合が高い。
- 獲得枚数はBIGが200枚、REGが40枚と抑えられている。
- BIG中の技術介入をする余地がなくなり、獲得枚数は毎回同じ（変則打ちは減ることがある）。
- リールの色がピンクになった。ボーナス図柄のデザインが若干変更になった。
- ボーナス確定時に液晶でボーナスの種類が表示されるが、右リールの揃えるべき図柄だけ少し遅れて表示される。